# Taylan Antalyalı
Taylan Antalyalı (Yatağan, 8 januari 1995) is een Turks voetballer die doorgaans speelt als middenvelder. In juli 2025 verliet hij Galatasaray. Antalyalı maakte in 2021 zijn debuut in het Turks voetbalelftal.

## Clubcarrière
Antalyalı speelde in de jeugd van Muğlaspor en kwam in 2009 terecht in de opleiding van Bucaspor. Hier debuteerde hij op 13 mei 2012, toen in de 1. Lig gespeeld werd in de eigen Buca Arena tegen Kasımpaşa. Akın Açık en Zekeriya Kacaroğlu zetten Bucaspor op voorsprong, waarna Gökhan Güleç een tegendoelpunt maakte. Salih Uçan maakte de derde treffer voor de thuisploeg, maar door goals van Adem Büyük en Azar Karadaş werd het uiteindelijk alsnog gelijk: 3–3. Antalyalı mocht van coach Sait Karafırtınalar in de basisopstelling beginnen en speelde het gehele duel mee. In zijn derde seizoen, waarin hij tot meer dan dertig officiële wedstrijden kwam, kwam Antalyalı voor het eerst tot scoren. Dit gebeurde op 26 april 2014 tegen Karşıyaka. Namens die club kwam Hüseyin Atalay tweemaal tot scoren, maar Emre Şahin en Okan Alkan scoorden namens Bucaspor. Door een treffer van Antalyalı won zijn team het duel met 2–3.
Aan het begin van het seizoen 2014/15 werd de middenvelder voor circa een half miljoen euro overgenomen door Gençlerbirliği. In de eerste jaargang bij die club speelde Antalyalı twee duels in de Süper Lig, maar het halve jaar daarop kwam hij niet in actie. Daarop huurde Kayseri Erciyesspor hem tot het einde van het seizoen. Hierop werd hij nogmaals verhuurd; ditmaal speelde hij het seizoen 2016/17 tijdelijk bij Hacettepe.
In de zomer van 2017 liep de verbintenis van Antalyalı bij Gençlerbirliği af en hij stapte transfervrij over naar BB Erzurumspor. Het eerste jaar van de middenvelder bij zijn nieuwe club promoveerde het naar het hoogste niveau. Het seizoen 2018/19 leverde degradatie op, in een jaar waarin Antalyalı tot zes competitiedoelpunten kwam. Dat was voor hem een persoonlijk record tot dan toe. Na de degradatie speelde hij nog drie competitiewedstrijden voor Erzurumspor, voor hij voor een bedrag van circa een miljoen euro overgenomen werd door Galatasaray, waar hij zijn handtekening zette onder een verbintenis voor de duur van vier seizoenen. In november 2021 werd dit contract opengebroken en verlengd met drie seizoenen. In september 2022 werd hij tot het einde van dat seizoen verhuurd aan Ankaragücü. Het seizoen erop nam Samsunspor hem op huurbasis over. Bodrum FK werd in september 2024 de derde club op een rij die hem huurde van Galatasaray.

## Clubstatistieken
| Seizoen | Club                  | Competitie | Competitie | Competitie | Beker | Beker | Internationaal | Internationaal | Totaal | Totaal |
| Seizoen | Club                  | Competitie | Wed.       | Dlp.       | Wed.  | Dlp.  | Wed.           | Dlp.           | Wed.   | Dlp.   |
| ------- | --------------------- | ---------- | ---------- | ---------- | ----- | ----- | -------------- | -------------- | ------ | ------ |
| 2011/12 | Bucaspor              | Süper Lig  | 1          | 0          | 0     | 0     | —              | —              | 1      | 0      |
| 2012/13 | Bucaspor              | Süper Lig  | 9          | 0          | 1     | 0     | —              | —              | 10     | 0      |
| 2013/14 | Bucaspor              | Süper Lig  | 29         | 1          | 4     | 0     | —              | —              | 33     | 1      |
| 2014/15 | Gençlerbirliği        | Süper Lig  | 2          | 0          | 6     | 0     | —              | —              | 8      | 0      |
| 2015/16 | Gençlerbirliği        | Süper Lig  | 0          | 0          | 1     | 0     | —              | —              | 1      | 0      |
| 2015/16 | → Kayseri Erciyesspor | 1. Lig     | 13         | 1          | 0     | 0     | —              | —              | 13     | 1      |
| 2016/17 | → Hacettepe           | 2. Lig     | 27         | 2          | 1     | 0     | —              | —              | 28     | 2      |
| 2017/18 | BB Erzurumspor        | 1. Lig     | 30         | 3          | 3     | 0     | —              | —              | 33     | 3      |
| 2018/19 | BB Erzurumspor        | Süper Lig  | 31         | 6          | 1     | 0     | —              | —              | 32     | 6      |
| 2019/20 | BB Erzurumspor        | 1. Lig     | 3          | 1          | 0     | 0     | —              | —              | 3      | 1      |
| 2019/20 | Galatasaray           | Süper Lig  | 15         | 1          | 5     | 0     | 0              | 0              | 20     | 1      |
| 2020/21 | Galatasaray           | Süper Lig  | 34         | 1          | 2     | 0     | 3              | 0              | 39     | 1      |
| 2021/22 | Galatasaray           | Süper Lig  | 30         | 0          | 1     | 0     | 11             | 0              | 42     | 0      |
| 2022/23 | Galatasaray           | Süper Lig  | 1          | 0          | 0     | 0     | —              | —              | 1      | 0      |
| 2022/23 | → Ankaragücü          | Süper Lig  | 30         | 3          | 2     | 0     | —              | —              | 32     | 3      |
| 2023/24 | → Samsunspor          | Süper Lig  | 26         | 2          | 0     | 0     | —              | —              | 26     | 2      |
| 2024/25 | → Bodrum FK           | Süper Lig  | 24         | 1          | 2     | 0     | —              | —              | 26     | 1      |
| Totaal  | Totaal                | Totaal     | 305        | 22         | 29    | 0     | 14             | 0              | 348    | 22     |

Bijgewerkt op 3 augustus 2025.

## Interlandcarrière
Antalyalı maakte zijn debuut in het Turks voetbalelftal op 24 maart 2021, toen een kwalificatiewedstrijd voor het WK 2022 gespeeld werd tegen Nederland. Burak Yılmaz maakte twee doelpunten in de eerste helft en net na rust vergrootte Hakan Çalhanoğlu de voorsprong. Via treffers van Davy Klaassen en Luuk de Jong kwam Nederland terug, maar een derde treffer van Yılmaz zorgde voor een Turkse overwinning: 4–2. Antalyalı moest van bondscoach Şenol Güneş op de reservebank beginnen en mocht na vierenzestig minuten invallen voor Ozan Tufan. Antalyalı werd in juni 2021 door Güneş opgeroepen voor de Turkse selectie op het uitgestelde EK 2020. Op het toernooi werd Turkije uitgeschakeld in de groepsfase, na nederlagen tegen Italië (0–3), Wales (0–2) en Zwitserland (3–1). Antalyalı kwam niet in actie. Zijn toenmalige teamgenoten Kerem Aktürkoğlu en Halil Dervişoğlu (beiden eveneens Turkije) waren ook actief op het EK.
| Interlands van Taylan Antalyalı voor Turkije | Interlands van Taylan Antalyalı voor Turkije | Interlands van Taylan Antalyalı voor Turkije | Interlands van Taylan Antalyalı voor Turkije | Interlands van Taylan Antalyalı voor Turkije | Interlands van Taylan Antalyalı voor Turkije |
| №                                            | Datum                                        | Wedstrijd                                    | Uitslag                                      | Competitie                                   | Goals                                        |
| Als speler bij Galatasaray                   | Als speler bij Galatasaray                   | Als speler bij Galatasaray                   | Als speler bij Galatasaray                   | Als speler bij Galatasaray                   | Als speler bij Galatasaray                   |
| -------------------------------------------- | -------------------------------------------- | -------------------------------------------- | -------------------------------------------- | -------------------------------------------- | -------------------------------------------- |
| 1                                            | 24 maart 2021                                | Turkije – Nederland                          | 4 – 2                                        | WK 2022 kwalificatie                         |                                              |
| 2                                            | 27 maart 2021                                | Noorwegen – Turkije                          | 0 – 3                                        | WK 2022 kwalificatie                         |                                              |
| 3                                            | 30 maart 2021                                | Turkije – Letland                            | 3 – 3                                        | WK 2022 kwalificatie                         |                                              |
| 4                                            | 27 mei 2021                                  | Turkije – Azerbeidzjan                       | 2 – 1                                        | Vriendschappelijk                            |                                              |
| 5                                            | 31 mei 2021                                  | Turkije – Guinee                             | 0 – 0                                        | Vriendschappelijk                            |                                              |
| 6                                            | 3 juni 2021                                  | Turkije – Moldavië                           | 2 – 0                                        | Vriendschappelijk                            |                                              |
| 7                                            | 4 september 2021                             | Gibraltar – Turkije                          | 0 – 3                                        | WK 2022 kwalificatie                         |                                              |
| 8                                            | 8 oktober 2021                               | Turkije – Noorwegen                          | 1 – 1                                        | WK 2022 kwalificatie                         |                                              |
| 9                                            | 3 juni 2021                                  | Turkije – Italië                             | 2 – 3                                        | Vriendschappelijk                            |                                              |

Bijgewerkt op 3 augustus 2025.